# 섬촉새
섬촉새(영어: Masked Bunting)는 참새목 멧새과에 속하는 새이다.

## 생김새
수컷은 몸아랫면과 멱, 뺨밑선이 노란색이고 머리가 녹회색이다. 암컷은 몸아랫면이 수컷보다 옅고 뺨밑선이 노란색이다. 검은 줄무늬가 촉새보다 진하다.

## 서식지
일본과 사할린, 쿠릴열도 남부에서 번식을 한다. 대한민국에서는 적은 수가 통과하는 나그네새이다.

## 분류
과거에는 촉새의 아종으로 분류했지만 현재는 별개의 종으로 분류하고 있다.